# Огаденська війна

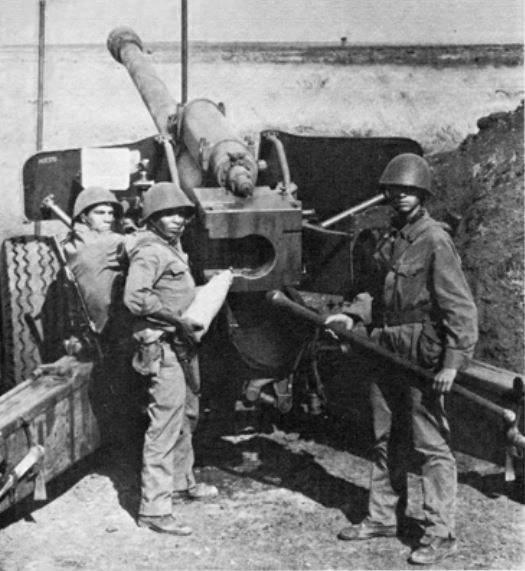
Кубинські артилеристи готуються стріляти по сомалійським силам в Огадені

Огаденська війна або Ефіопсько-сомалійська війна (сом. Dagaalkii Xoraynta Soomaali Galbeed, амх. የኢትዮጵያ ሶማሊያ ጦርነት, латиніз. ye’ītiyop’iya somalīya t’orinet) — військовий конфлікт між Сомалі і Ефіопією у 1977—1978 роках за регіон Огаден, Ефіопія. Найцікавішим моментом конфлікту, була зміна пріоритетів СРСР від поставки допомоги Сомалі до підтримки Ефіопії, яка раніше була союзником США. Війна закінчилася, коли сомалійські війська залишили Огаден і було оголошено перемир'я.

## Генеза
Під час змагання за захоплення земель та впливу у Африканських країнах, землі, населені сомалійцями були розділені між різними державами. Італії відішли південна частина Сомалі, Великій Британії — Північне Сомалі уздовж Аденської затоки, Франція — Джибуті, в той час як Ефіопія, яка отримала рішучу перемогу у Битві при Адуа, захопила Огаден. У 1960 році Британія надала незалежність своїй колонії, яка разом з південними районами Сомалі, створила нову державу Сомалі. До початку війни, сомалійська національна армія (СНА) мала 35000 вояків і була значно більша ефіопських військ. Протягом 1970-х років, Сомалі мала велику кількість радянської військової допомоги. СНА була втричі потужніша за війська Ефіопії, і мала великі військово-повітряні сили.
На додаток до попереднього радянського фінансування і поставок зброї у Сомалі, Єгипет відправляв зброю на мільйони доларів в Сомалі, відбувалась військова підготовка вояків і відрядження військових радників в Сомалі в підтримку давньої політики Єгипту щодо долини Нілу і дестабілізації Ефіопії.
В той час як Сомалі отримував військову допомогу, Ефіопія ставала все слабкішою. У вересні 1974 року імператор Хайле Селассіє I був повалений комуністичною військовою хунтою, позначивши наступний період кризи. В той же час розпочались сепаратистські рухи по всій країні і боротьба за владу серед хунти. Регіональний баланс сил на той час був на користь Сомалі.
Одна з сепаратистських груп, Західно-Сомалійський фронт звільнення (WSLF) була про-сомалійською та прагнула скористатися хаосом, вона до кінця 1975 року захопила численні форпости уряду в Огадені. У 1976—1977 роках, Сомалі постачав зброю та іншу допомогу WSLF.
Ознакою того, що порядок був відновлений, стало оголошення Менгісту Хайле Маріам як глави держави 11 лютого 1977 року. Тим не менш, країна залишалася у хаосі, військові спробували придушити цивільних опонентів. Незважаючи на насильство, Радянський Союз, пильно стежив за розвитком подій та прийшов до висновку, що Ефіопія перетворюється на справжню марксистсько-ленінську державу і що в радянських інтересах допомога новому режиму. Таким чином, СРСР таємно запропонував Менгісту допомогу, яку він прийняв. Ефіопія закрила військову місію і центр зв'язку США у квітні 1977 року.
У червні 1977 року Менгісту звинуватив Сомалі у відрядженні вояків задля бойових дій на стороні WSLF. Незважаючи на значні докази, Барре рішуче заперечував це, стверджуючи що на боці WSLF воюють лише «добровольці».

## Хід війни

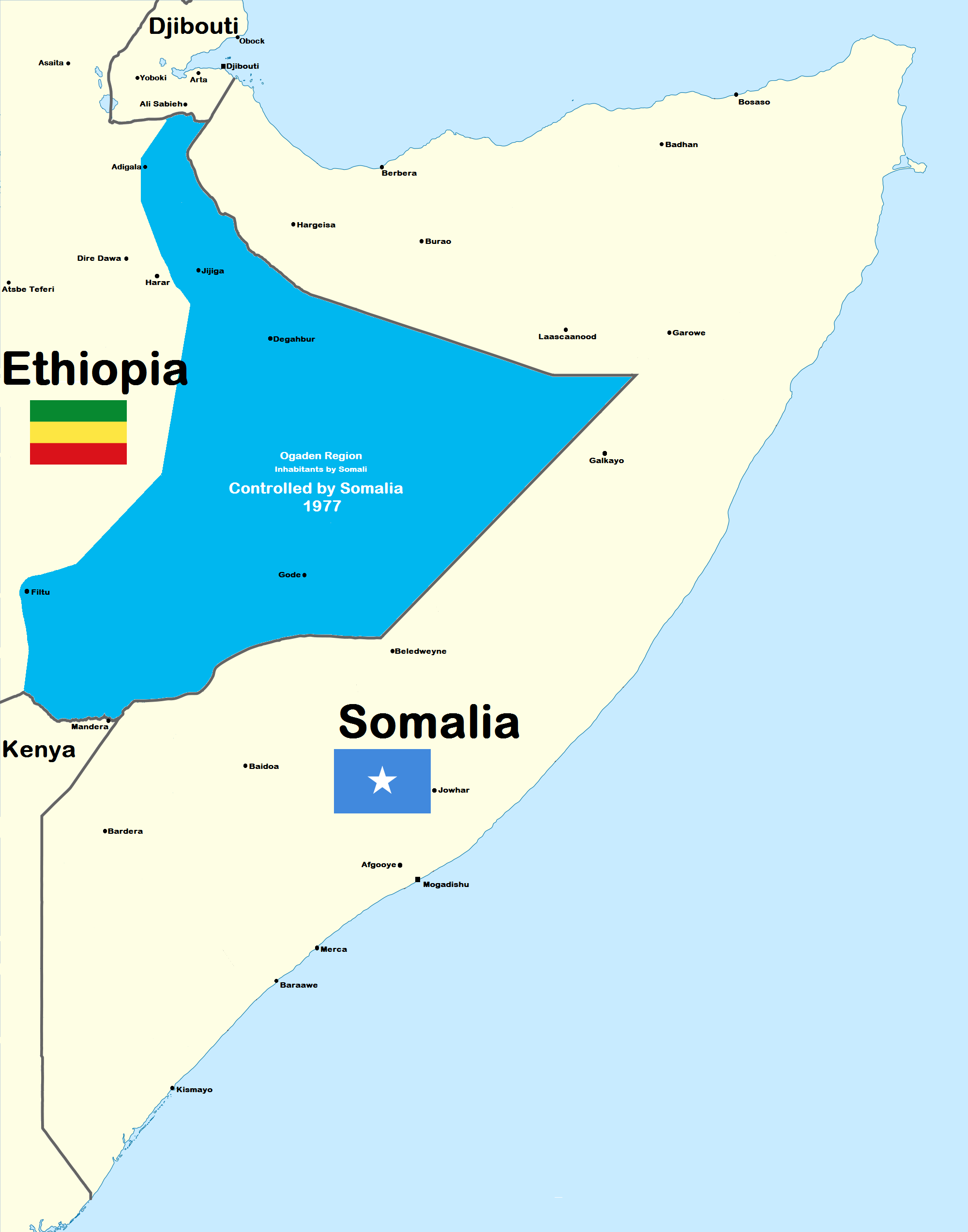
Ефіопська територія, окупована Сомалі у 1977

Сомалі розпочало вторгнення в Огаден о 03:00 13 липня 1977, відповідно до ефіопських джерел (інші джерела стверджують, 23 липня). За даними ефіопських джерел, загарбники мали 70,000 вояків, 40 бойових літаків, 250 танків, 350 бронетранспортерів і 600 гармат, проте це все сомалійське військо (СНС). До кінця місяця 60 % терену Огадену було захоплено СНС-WSLF, проте просування сомалійців на півночі виявилося невеликим: лише 13 вересня вони нарешті зуміли взяти Джиджигу, а до кінця місяця підійшли до Харар. Тут наступ було остаточно зупинено і бої перейшли в позиційну стадію.
СРСР, будучи постачальником зброї обом сторонам війни, намагалися бути посередником припинення вогню. Коли їх зусилля не увінчалися успіхом, СРСР відмовили в допомозі Сомалі. Будь-яка допомога режиму Сіада Барре була призупинена, в той час як поставки зброї до Ефіопії були збільшені. Радянська військова допомога (більшою була лише в жовтні 1973 р. величезне постачання зброї сирійським військам під час війни Судного дня) і радник з СРСР прибули в країну разом з близько 15,000 кубинськими вояками. Інші комуністичні країни запропонували допомогу: Народна Демократична Республіка Ємен запропонувала військову допомогу і Північна Корея допомогла відрядженням поїзда «Народне ополчення»; Східна Німеччина також запропонувала навчання, проектування і підтримку військ Через це у листопаді 1977, Сомалі розірвала дипломатичні відносини з СРСР і вислала усіх радянських громадян з країни.
Не всі комуністичні держави встали на бік Ефіопії. У зв'язку з радянсько-китайським розколом, КНР підтримав Сомалі дипломатично та військово. Румунія також мала розбіжності з СРСР і тому продовжувала підтримувати добрі дипломатичні відносини з Сіадом Барре.
17 серпня частини сомалійської армії вийшли до околиць стратегічного міста Дире-Дауа. Тут знаходилася друга за величиною військова авіабаза країни, це найважливіше місто Ефіопії в Огадені та життєвоважливий залізничний вузол Ефіопії до Червоного моря пролягав через це місто, і якщо сомалійці захопили би Дире-Дауа, Ефіопія не змогла б експортувати свої сільськогосподарські культури та імпортувати озброєння, необхідне для продовження боротьби. Сомалійці на цій ділянці мали дві моторизовані бригадами, один танковий батальйон і одну протиповітряну батарею, проти них були Другий ефіопський дивізіон міліції, 201-й небельбалський батальйон, 781 батальйон 78-ї бригади, 4-й механізований корпус і танковий взвод, що мав два танки. Штурм не мав сенсу, оскільки обидві сторони знали, рівень ставок, незважаючи на те що сомалійці захопили аеропорт, ефіопи відбили напад, змусивши сомалійців відступити.
Найбільшим досягненням СНС-WSLF був другий наступ на Джиджиге в середині вересня, в якому деморалізовані ефіопські війська залишили місто, наступна ефіопська втрата була перевал Марда, на півдорозі між Джиджиге і Харар. До вересня Ефіопія була змушена визнати, що вона контролюється тільки близько 10 % Огадену і що ефіопські війська залишили не-сомалійські області Харерг, Бейл і Сидамо. Проте, сомалійці були не в змозі втримувати свої загарбання через високі втрати своїх танкових батальйонів, постійні ефіопські повітряні атаки на їх лінії постачання, і наступ сезону дощів, який зробив ґрунтові дороги непридатними для використання. За цей час уряду Ефіопії вдалося мобілізувати і навчити 100000 вояків. Крім того, оскільки ефіопська армія використовувала американську зброю, відбувалась швидка адаптація до нової зброї Варшавського блоку.
У жовтні 1977 — січні 1978 року, війська СНС-WSLF спробували захопити Харар, де зустріли запеклий опір 40 000 ефіопів озброєних артилерією і танками радянського виробництва; за підтримки 1500 радянських «радників» і 11000 кубинських вояків. Хоча сомалійські війська вийшли на околиці міста в листопаді, вони були вельми втомлені і врешті-решт були змушені відступити через ефіопську контратаку.
Довгоочікуваний ефіопсько-кубинський наступ відбувся на початку лютого, він супроводжувався наступом також на іншій ділянці фронту, чого сомалійці не очікували. Колона ефіопських і кубинських військ перетнули на північному сході гори між Джиджиге і сомалійським кордоном, оточуючи війська SNA-WSLF на перевалі Марда. Атакуючі таким чином, взяли сомалійців у «котел», що дозволило повернути Джиджиге за два дні, було знищено 3000 захисників міста. Сомалійська оборона була прорвана, і всі великі ефіопські міста були відбиті в наступні тижні. Розуміючи, що це поразка, Сіад Барре наказав СНС залишити Огаден 9 березня 1978. Остаточно сомалійські війська залишили Ефіопію 15 березня 1978 року.

## Наслідки
Після відходу сомалійських військ війна в Огадені не припинилася. WSLF продовжував діяти в провінції до початку 1980-х років, коли інтенсивність його операцій пішла на спад.
Для Сомалі наслідки війни виявилися набагато більш важкими.
Війна послабила сомалійських військових. Майже одна третина солдатів регулярної армії SNA, три з восьми бронетанкових підрозділів і половину сомалійських ВПС були втрачені. Слабкість режиму Барре привела його до фактичної відмови від мрії про створення Великого Сомалі. Провал війни посилив невдоволення режимом Барре, утворилась перша організована група опозиції — Сомалійський демократичний фронт порятунку, що був сформований офіцерами у 1979 році.
З 1981 роком вже в самому Сомалі розгорнувся партизанський рух, який у 1991 скинув уряд Мохаммеда Сіада Барре, після чого країна занурилася в хаос і безвладдя.
Ефіопсько-сомалійська війна характеризувалася надзвичайно активним для збройних конфліктів в Африці застосуванням авіації, яка відіграла значну роль у бойових діях. Несподіванкою для експертів в галузі авіації стало більш вдале і грамотне застосування американських винищувачів F-5, що були у ВПС Ефіопії, над радянськими МіГ-21, що складали основу ВПС Сомалі. Так, 26 липня 1977 року пара F-5 зустрілася з ланкою МіГ-21 і без втрат збила два літаки супротивника, а інші два МіГи зіткнулися один з одним, намагаючись ухилитися від атаки. Іншою відомою подією повітряної війни стало перше бойове застосування вертольота Мі-24.
У наземних боях досить активно застосовувалася бронетехніка. В основному, це були радянські танки Т-54 І Т-55, що були в обох сторін, проте в ефіопської армії до початку війни ще залишалися американські M41 і M47. Використовувалися також бойові машини піхоти БМП-1, зенітні самохідні установки ЗСУ-23-4, самохідні артилерійські установки АСУ-57.
Друге збройне зіткнення в 1988 році було вирішено, коли обидві країни погодилися відвести свої збройні сили від кордону.